# Dušan Chmelíček
Dušan Chmelíček (* 3. září 1967) je český právník a manažer, v roce 2000 generální ředitel České televize.

## Život
Vystudoval Právnickou fakultu Univerzity Karlovy v Praze a po jejím absolvování začal v roce 1992 pracovat na pražském krajském obchodním soudu. Posléze působil jako právník Moravia banky, od roku 1997 pracoval v leasingové společnosti České pojišťovny. V roce 1998 nastoupil do České televize (ČT) jako vedoucí právního a smluvního útvaru, o rok později se stal ředitelem pro strategický rozvoj.
Po rezignaci Jakuba Puchalského jej Rada České televize zvolila generálním ředitelem ČT, do funkce nastoupil 1. února 2000. V této pozici působil do 21. prosince 2000, neboť 12. prosince toho roku byl odvolán Radou ČT v době tzv. televizní krize.

### Generální ředitel ČT
Rada ČT zvolila generálním ředitelem České televize Dušana Chmelíčka 26. ledna 2000 s platností k 1. únoru 2000 a odvolala jej 12. prosince 2000; ve funkci zůstal do 21. prosince 2000. Po svém zvolení Chmelíček provedl během února 2000 personální změny na řadě vedoucích postů ČT, kupříkladu jmenoval novým šéfredaktorem sportu Jaromíra Bosáka či jmenoval finančním ředitelem ČT Ladislava Palusku, který byl z obdobné funkce odvolán Jakubem Puchalským v dubnu 1998.
17. dubna 2000 jmenoval Chmelíček do nově vytvořené funkce ředitele zpravodajství Jiřího Hodače, jemuž byly v květnu 2000 podřízeny také redakce sportu a publicistiky.

#### Spory Chmelíčka s Radou ČT
Rada ČT, které je odpovědný generální ředitel ČT, byla 10. března 2000 odvolána Poslaneckou sněmovnou. Přibližně měsíc Rada ČT neexistovala. Třináctého dubna 2000 zvolila Poslanecká sněmovna sedm z devíti členů Rady ČT. Zbývající dva členové Rady ČT byli zvolení 26. května (Jiří Kratochvíl) a 11. července 2000 (Marcella Marboe-Hrabincová).
- 4. dubna 2000, od tohoto dne se datuje spor Chmelíčka s Radou ČT. Chmelíček tento den dle svých slov předal v předpokládaném termínu návrh nového znění Statutu ČT sekretariátu Rady ČT. Nově zvolená Rada ČT toto tvrzení později ale odmítla.
- 27. června 2000 Chmelíček předložil radě materiál Projekt Česká televize v roce 2000 a nejblíže v následujících letech po čtyřech měsících praxe.[3], který porovnával Chmelíčkův projekt vypracovaný pro výběrové řízení na post generálního ředitele ČT s realitou.
- 15. srpna 2000 Rada ČT vyjádřila vážné výhrady k materiálu Dušana Chmelíčka Projekt Česká televize v roce 2000 a nejblíže v následujících letech po čtyřech měsících praxe. Rada ČT požádala Chmelíčka o doplnění dokumentu a vyjádřila výhrady k návrhu nového Statutu ČT.
- 29. srpna 2000 Rada ČT neschválila návrh Statutu ČT s přílohami, který ji předložil Chmelíček 27. června. Členka Rady ČT Jana Dědečková navrhla hlasovat o odvolání Chmelíčka z postu generálního ředitele ČT. Rada hlasováním rozhodla přesunout tento bod na další jednání, až se podrobně seznámí s přepracovaným materiálem Chmelíčka.
- 19. září 2000 Rada ČT požádala Chmelíčka o sestavení rozpočtu na rok 2001 s vyrovnaným hospodářských výsledkem.
- 2. října 2000 Chmelíček představil Radě ČT přepracovaný návrh Statutu ČT, a ta k němu vyslovila připomínky.
- 3. října 2000 Chmelíček pozastavil odvysílání reportáže Pomáháme druhým k vítězství? o hospodaření společnosti Sazka, a. s. v pořadu Klekánice, protože neobsahovalo vyjádření Sazky, a následně se sešel s generálním ředitelem Sazky Alešem Hušákem. Reportáž byla odvysílaná se stanoviskem Sazky o týden později.
- 3. října 2000 Rada ČT ostře kritizovala diskusní pořad Naostro jako neodpovídající poslání ČT a označila za to odpovědného Chmelíčka.
- 21. listopadu 2000 Rada ČT konstatovala, že generální ředitel Chmelíček svými rozhodnutími ve věci Sazky v pořadu Klekánice ohrozil nezávislost ČT a zpochybnil její veřejnoprávní funkci.
- 5. prosince 2000 Chmelíček předložil Radě ČT návrh plánu a rozpočtu ČT na rok 2001 jako vyrovnaného, avšak s použitím rezerv 455 milionů Kč.
- 12. prosince 2000 tehdy ještě 9členná Rada ČT odvolala Dušana Chmelíčka z postu generálního ředitele ČT s tímto výsledkem hlasování: 7 pro, 1 proti a 1 se zdržel hlasování. Rozhodnutí vyvolalo vlnu odporu u velké části pracovníků ČT a odborné veřejnosti.

#### Redakce zpravodajství
- 5. června 2000 odvolal ředitel zpravodajství ČT Jiří Hodač moderátora pořadu V pravé poledne Romana Proroka z důvodu moderátorských chyb. Za Hodačovo rozhodnutí se postavil druhý den i Chmelíček. Postup vyvolal v médiích spekulace o politickém vlivu na rozhodování vedení ČT.
- 15. června 2000 šéfredaktor zpravodajství ČT Zdeněk Šámal požádal o uvolnění z funkce pro nesouhlas s nařízeným zveřejněním stanoviska vedení ČT, odmítajícím spekulace o politických tlacích na ČT v souvislosti s odvoláním Romana Proroka. Šámalův postup podpořila většina redakce a její pracovníci podali stížnost na ředitele zpravodajství Jiřího Hodače k Radě ČT. (Radě ČT však přísluší zabývat se pouze stížnostmi na generálního ředitele, nikoliv na ředitele zpravodajství.)
- 16. června 2000 Chmelíček odvolává Zdeňka Šámala z postu šéfredaktora zpravodajství ČT za neuposlechnutí příkazu přímého nadřízeného.
- 20. června 2000 Rada ČT se postavila za postup J. Hodače při odvolání R. Proroka i za postup vedení ČT.
- 17. července 2000 se stal novým šéfredaktorem Redakce zpravodajství Bohumil Klepetko a šéfredaktorem Redakce publicistiky Martin Mrnka.
- 11. srpna 2000 Jiří Hodač požádal o uvolnění ze své funkce.
- 14. srpna 2000 Jiří Vondráček je Chmelíčkem pověřen k řízení Ředitelství zpravodajství.

#### Po odvolání Chmelíčka z ČT
- 17. prosince 2000 více než 40 zástupců různých sdružení zveřejnilo petici požadující okamžité odvolání Rady ČT a zastavení výběrového řízení na generálního ředitele a na protest proti postupu Rady ČT založilo občanskou iniciativou Česká televize – věc veřejná.
- 20. prosince 2000 novým generálním ředitelem ČT zvolen Jiří Hodač (od 22. prosince 2000)
- 23. prosince 2000 petiční výbor České televize – věc veřejná, ve svém prohlášení uvedl, že „Při volbě či spíše jmenování poslední Rady ČT na jaře 2000 došlo k porušení zákona o ČT. Současná Rada ČT vznikla tak, že do ní poslaly své zástupce politické strany dle výsledků voleb v roce 1998 a ve shodě s opoziční smlouvou ČSSD a ODS. V poslední době považují politické strany svůj vliv na ČT za „normální“.“.[4]

### Kauza Testcom
Ministerstvo informatiky v roce 2003 pod vedením Vladimíra Mlynáře vyčlenilo 7,5 miliónu korun na založení firmy Testcom servis, s. r. o., která měla provozovat Portál veřejné správy. Mělo jít o dceřinou firmu společnosti Testcom, která je příspěvkovou organizací ministerstva. Firmu Testcom servis založil Dušan Chmelíček pod Mlynářovým vedením. Kromě Chmelíčka byl jednatelem firmy Vít Novotný, rovněž bývalý pracovník České televize.
Zákon zakazuje příspěvkovým organizacím ministerstva zakládat a financovat soukromé společnosti. Podpisem smlouvy, kterou svěřil firmě Testcom servis správu portálu, měl ministr Mlynář a jeho spolupracovníci porušit zákon. Vladimír Mlynář svou vinu popíral. Poukazoval na to, že založená společnost byla vždy ve vlastnictví státu a zákon proto porušen nebyl. Říkal, že Testcom servis byl takto uznán i krajským obchodním soudem. Podpisem smlouvy s touto firmou státu nevznikla žádná škoda. Dne 24. ledna 2007 byl odsouzen soudkyní Městského soudu v Praze Silvií Slepičkovou k nepodmíněnému trestu pět a půl roku vězení. Spolu s Mlynářem byli odsouzení také Dušan Chmelíček (bývalý ředitel Testcomu) a Vít Novotný (bývalý náměstek ředitele Testcomu), oba na šest let. Obžalovaní se na místě odvolali.
Prvního února 2007 ministr vnitra Ivan Langer na Frekvenci 1 uvedl, že Dušana Chmelíčka odvolá z postu ředitele Testcomu, ale nikoliv pro obvinění v kauze Testcom, nýbrž kvůli výhradám k jeho práci.
Dne 28. listopadu 2007 pražský vrchní soud osvobodil všechny obžalované v kauze Testcom. V odvolacím jednání zprostil obžaloby jak Dušana Chmelíčka, tak i Vladimíra Mlynáře a Víta Novotného.